# Ransom (Band)
Ransom ist eine deutsche Punkrock-Band aus Berlin.

## Geschichte
Ransom ist eine Band aus Berlin, die als Schülerband in einem Reinickendorfer Jugendclub im Jahr 1997 gegründet wurde und, mit einer Pause zwischen 2007 und 2010, bis heute besteht. Die Band spielt eine Mischung aus Punkrock, Skatepunk und Alternative Rock mit einprägsamen Melodien.
Der Name der Band entstand auf einem Flug in die USA, wo der gleichnamige Film Ransom im Bordprogramm lief.
Seit 1997 haben die vier Bandmitglieder zahlreiche Konzerte in ganz Europa gespielt. Wichtige Wegbegleiter waren und sind Beatsteaks, Donots, No Use for a Name, Mad Caddies, Blink-182, Nerf Herder, Hot Water Music, Fire in the Attic, Brainless Wankers, ZSK, Andthewinneris, 20/20 Vision, She-Male Trouble und Jimmy Eat World.

## Diskografie

### Alben und EPs
- 2003: Escape from Suburbia LP (TFR Music/Rough Trade)
- 2019: Caught Between the Devil and the Deep Blue Sea EP (XNO Records/Alive/BMG)

### Singles
- 2019: Death Metal Can’t Tear Us Apart (XNO Records/Alive/BMG)

### Sampler
- 2001: Berlin macht Schule Vol. 3
- 2002: Waste of Mind’s Pro Punkrocker 1 (11pm Recordings)
- 2002: Ox-Compilation #46 (Ox Fanzine)
- 2002: Russian Punk-Cannonade 3 (Neuro Empire)
- 2003: All Areas Volume #38 (Visions Magazine)
- 2003: Eastpak’s Pro Punkrocker 2 (11pm Recordings)
- 2020: Ox-Compilation #149 (Ox Fanzine)

### Split
- 2002: Always Outnumbered (TFR Music/Rough Trade)